# Festival de la Canción de Eurovisión Junior 2005
El III Festival de Eurovisión Junior para jóvenes cantantes de edades comprendidas entre 8 y 15 años, se celebró el 26 de noviembre de 2005, en un esfuerzo conjunto de las cadenas de televisión nacionales belgas VRT y RTBF. Se retransmitió en directo desde el Ethias Arena en Hasselt, Bélgica. Este se disputó entre otros cinco países, entre ellos Croacia y Países Bajos, el poder organizar el evento en su país ese año.
El espectáculo no solo se emitió en directo para los países concursantes, sino también mundialmente por vía satélite y por el canal australiano SBS, que adquirió los derechos de emisión y lo retransmitió un mes más tarde.
El lema del Festival fue "Let's get loud" (Vamos a ser ruidosos, en español). 
El festival fue visto por 8500 personas en directo en el Ethias Arena, incluyendo al Príncipe Laurent, y por 80 millones de telespectadores en el mundo.

## Países participantes
De los 16 países fundadores, en esta edición participan catorce de ellos: Bélgica, Bielorrusia, Croacia, Dinamarca, España, Grecia, Letonia, Macedonia, Malta, Noruega, Países Bajos, Reino Unido, Rumanía y Suecia.
Nada menos que 20 países podrían haber participado en esta edición, aunque finalmente fueron 16. Además, Lituania y Ucrania también habían planeado debutar en esta edición, pero un mes más tarde se retiraron. Georgia también quiso hacer su primera aparición, pero no pudo llegar a confirmar a tiempo. Mónaco también había mostrado interés en debutar en esta edición, pero más tarde, decidió retirarse. Rusia y Serbia y Montenegro finalmente debutaron este año.

### Canciones y selección
Finalmente, la Unión Europea de Radiodifusión (UER), confirmó que serían 17 los países participantes. Posteriormente, aún habiendo escogido intérprete y canción, Chipre decidió retirarse, pasando de esta forma a ser 16.
| País y TV                | Título original de la canción | Artista                                | Proceso y fecha de selección                                     |
| País y TV                | Traducción al español         | Idiomas                                | Proceso y fecha de selección                                     |
| ------------------------ | ----------------------------- | -------------------------------------- | ---------------------------------------------------------------- |
| Bélgica VRT              | "Mes rêves"                   | Lindsay Daenen                         | EuroKids, 18 de septiembre de 2005                               |
| Bélgica VRT              | Mis sueños                    | Francés                                | EuroKids, 18 de septiembre de 2005                               |
| Bielorrusia BTRC         | "My vmeste"                   | Ksenia Sitnik                          | Song for Eurovision, 24 de septiembre de 2005                    |
| Bielorrusia BTRC         | Estamos juntas                | Ruso                                   | Song for Eurovision, 24 de septiembre de 2005                    |
| Croacia HRT              | "Rock baby"                   | Lorena Jelusić                         | Final nacional, 3 de julio de 2005                               |
| Croacia HRT              | -                             | Croata                                 | Final nacional, 3 de julio de 2005                               |
| Dinamarca DR             | "Shake Shake Shake"           | Nicolai                                | MGP 2005 - De ungens Melodi Grand Prix, 17 de septiembre de 2005 |
| Dinamarca DR             | Agita agita agita             | Danés y Inglés                         | MGP 2005 - De ungens Melodi Grand Prix, 17 de septiembre de 2005 |
| España RTVE              | "Te traigo flores"            | Antonio José                           | Eurojunior 2005, 2 de octubre de 2005                            |
| España RTVE              | -                             | Español                                | Eurojunior 2005, 2 de octubre de 2005                            |
| Grecia ERT               | "Tora einai i seira mas"      | Alexandros Chountas & Kalli Georgellis | Final nacional, 30 de septiembre de 2005                         |
| Grecia ERT               | Ahora es nuestro turno        | Griego                                 | Final nacional, 30 de septiembre de 2005                         |
| Letonia LTV              | "Es esmu maza jauka meitene"  | Kids4Rock                              | Final nacional, 17 de septiembre de 2005                         |
| Letonia LTV              | Soy una chica encantadora     | Letón                                  | Final nacional, 17 de septiembre de 2005                         |
| Macedonia MKRTV          | "Rodendenski baknež"          | Denis Dimoski                          | Final nacional, 17 de septiembre de 2005                         |
| Macedonia MKRTV          | Beso de cumpleaños            | Macedonio                              | Final nacional, 17 de septiembre de 2005                         |
| Malta PBS                | "Make It Right!"              | Thea & Friends                         | Final nacional, 24 de septiembre de 2005                         |
| Malta PBS                | ¡Hacer lo correcto!           | Inglés                                 | Final nacional, 24 de septiembre de 2005                         |
| Noruega NRK              | "Sommer og skolefri"          | Malin Reitan                           | MGP jr., 28 de mayo de 2005                                      |
| Noruega NRK              | Verano sin colegio            | Noruego                                | MGP jr., 28 de mayo de 2005                                      |
| Países Bajos AVRO        | "Stupid"                      | Tess                                   | Junior Eurovisie Songfestival 05, 24 de septiembre de 2005       |
| Países Bajos AVRO        | Estúpida                      | Neerlandés                             | Junior Eurovisie Songfestival 05, 24 de septiembre de 2005       |
| Reino Unido ITV          | "How does it feel?"           | Joni Fuller                            | -                                                                |
| Reino Unido ITV          | ¿Cómo se siente?              | Inglés                                 | -                                                                |
| Rumanía TVR              | "Ţurai!"                      | Alina Eremia                           | Final nacional, 20 de agosto de 2005                             |
| Rumanía TVR              | ¡Hey!                         | Rumano                                 | Final nacional, 20 de agosto de 2005                             |
| Rusia RTR                | "Doroga k solntsu"            | Vladislav Krutskikh                    | Elección interna, ??-??-05                                       |
| Rusia RTR                | Ruta hacia el sol             | Ruso                                   | Elección interna, ??-??-05                                       |
| Serbia y Montenegro RTCG | "Ljubav Pa Fudbal"            | Filip Vučić                            | Decija Eurovizija, 29 de septiembre de 2005                      |
| Serbia y Montenegro RTCG | Amor y fútbol                 | Serbio                                 | Decija Eurovizija, 29 de septiembre de 2005                      |
| Suecia SVT               | "Gränslös Kärlek"             | M+                                     | Lilla Melodifestivalen 2005, 7 de octubre de 2005                |
| Suecia SVT               | Amor sin fronteras            | Sueco                                  | Lilla Melodifestivalen 2005, 7 de octubre de 2005                |

#### Artistas que regresan
- Kalli Georgellis: Participó como portavoz de los votos de Grecia en la edición anterior.

- Thea Saliba: Participó como portavoz de los votos de Malta en la edición anterior.

### Países Retirados
- Chipre: A pesar de haber confirmado su participación y de haber elegido ya a su representante y la canción, el 13 de octubre de 2005, anunciaba su retirada por razones internas, ya qué la canción chipriota se parecía mucho a una canción popular.
- Francia: Decidió retirarse, debido a los bajos niveles de audiencia y por la reestructuración de la cadena pública.
- Polonia: Decidió retirarse, debido a sus malos resultados en 2003 y en la edición anterior y por los problemas financieros.
- Suiza: Decidió retirarse, debido a los problemas de financiación, ya qué los costes de la participación son muy elevados.

## Resultados
| N.º | País                | Intérprete(s)       | Canción                     | Lugar | Puntos |
| --- | ------------------- | ------------------- | --------------------------- | ----- | ------ |
| 01  | Grecia              | Alexandros y Kalli  | Tora Einai I Seira Mas      | 6     | 88     |
| 02  | Dinamarca           | Nikolai             | Shake, Shake, Shake         | 4     | 121    |
| 03  | Croacia             | Lorena Jelusić      | Rock Baby                   | 12    | 36     |
| 04  | Rumania             | Alina Eremia        | Ţurai!                      | 5     | 89     |
| 05  | Reino Unido         | Joni Fuller         | How Does It Feel?           | 14    | 28     |
| 06  | Suecia              | M+                  | Gränslös Kärlek             | 15    | 22     |
| 07  | Rusia               | Vladislav Krutskikh | Doroga k Solnstu            | 9     | 66     |
| 08  | Macedonia (ARY)     | Denis Dimovski      | Rodendenski Baknez          | 8     | 68     |
| 09  | Países Bajos        | Tess Gaerthé        | Stupid                      | 7     | 82     |
| 10  | Serbia y Montenegro | Filip Vučić         | Ljubav Pa Fudbal            | 13    | 29     |
| 11  | Letonia             | Kids4Rock           | Es Esmu Maza, Jauka Meitene | 11    | 50     |
| 12  | Bélgica             | Lindsay             | Mes Rêves                   | 10    | 63     |
| 13  | Malta               | Thea & Friends      | Make It Right               | 16    | 18     |
| 14  | Noruega             | Malin Reitan        | Sommer Og Skolefri          | 3     | 123    |
| 15  | España              | Antonio José        | Te traigo flores            | 2     | 146    |
| 16  | Bielorrusia         | Ksenia Sitnik       | My Vmeste                   | 1     | 149    |

### Votaciones

#### Portavoces
| - Bélgica - Max Colombie - Bielorrusia - Anton Lediaev - Chipre - Stella María Koukkidi (Portavoz de Chipre en la edición anterior) - Croacia - Nika Turkovic (Representante de Croacia en la edición anterior) - Dinamarca - Caroline Forsberg Thybo (Representante de Dinamarca en la edición anterior como integrante de Cool Kids) - España - Gonzalo Gutiérrez Blanco - Grecia - Yorgos Kotsougiannis - Letonia - Kristiana Stirane | - Macedonia (A.R.Y) - Vase Dokovski - Malta - Stephanie Bason - Noruega - Karoline Wendelborg - Países Bajos - Giovanni Kemper - Reino Unido - Vicky Gordon - Rumania - Beatrice Soare - Rusia - Roman Kerimov - Serbia y Montenegro - Jovana Vukcevic - Suecia - Halahen Zajden |  |

#### Tabla de puntuaciones
| ......Participante.....                                                | Pts. | Bandera de Chipre | Bandera de Grecia | Bandera de Dinamarca | Bandera de Croacia | Bandera de Rumania | Bandera del Reino Unido | Bandera de Suecia | Bandera de Rusia | Bandera de Macedonia del Norte | Bandera de los Países Bajos | Bandera de Serbia y Montenegro | Bandera de Letonia | Bandera de Bélgica | Bandera de Malta | Bandera de Noruega | Bandera de España | Bandera de Bielorrusia |
| ---------------------------------------------------------------------- | ---- | ----------------- | ----------------- | -------------------- | ------------------ | ------------------ | ----------------------- | ----------------- | ---------------- | ------------------------------ | --------------------------- | ------------------------------ | ------------------ | ------------------ | ---------------- | ------------------ | ----------------- | ---------------------- |
| Grecia                                                                 | 88   | 12                |                   | 7                    | 12                 | 6                  | 6                       | 5                 | 7                | 3                              | 6                           | 4                              | 0                  | 6                  | 0                | 0                  | 2                 | 0                      |
| Dinamarca                                                              | 121  | 6                 | 7                 |                      | 8                  | 3                  | 1                       | 10                | 6                | 12                             | 7                           | 5                              | 6                  | 8                  | 7                | 12                 | 7                 | 4                      |
| Croacia                                                                | 36   | 0                 | 0                 | 2                    |                    | 0                  | 0                       | 3                 | 0                | 8                              | 2                           | 6                              | 0                  | 0                  | 0                | 3                  | 0                 | 0                      |
| Rumania                                                                | 89   | 10                | 10                | 0                    | 2                  |                    | 3                       | 4                 | 3                | 4                              | 5                           | 7                              | 3                  | 4                  | 0                | 7                  | 12                | 3                      |
| Reino Unido                                                            | 28   | 0                 | 0                 | 3                    | 0                  | 0                  |                         | 0                 | 1                | 0                              | 1                           | 0                              | 2                  | 2                  | 5                | 0                  | 0                 | 2                      |
| Suecia                                                                 | 22   | 0                 | 0                 | 8                    | 0                  | 0                  | 0                       |                   | 0                | 0                              | 0                           | 0                              | 0                  | 0                  | 0                | 2                  | 0                 | 0                      |
| Rusia                                                                  | 66   | 3                 | 5                 | 1                    | 0                  | 4                  | 2                       | 0                 |                  | 1                              | 0                           | 1                              | 10                 | 3                  | 1                | 5                  | 6                 | 12                     |
| Macedonia (ARY)                                                        | 68   | 0                 | 0                 | 0                    | 4                  | 8                  | 4                       | 1                 | 10               |                                | 3                           | 10                             | 4                  | 1                  | 2                | 0                  | 1                 | 8                      |
| Países Bajos                                                           | 82   | 2                 | 4                 | 10                   | 0                  | 2                  | 7                       | 7                 | 4                | 0                              |                             | 0                              | 1                  | 12                 | 8                | 4                  | 4                 | 5                      |
| Serbia y Montenegro                                                    | 29   | 1                 | 0                 | 0                    | 6                  | 0                  | 0                       | 0                 | 0                | 10                             | 0                           |                                | 0                  | 0                  | 0                | 0                  | 0                 | 0                      |
| Letonia                                                                | 50   | 0                 | 3                 | 0                    | 5                  | 1                  | 5                       | 2                 | 5                | 2                              | 0                           | 2                              |                    | 0                  | 3                | 1                  | 3                 | 6                      |
| Bélgica                                                                | 63   | 4                 | 2                 | 0                    | 1                  | 7                  | 0                       | 0                 | 0                | 0                              | 12                          | 0                              | 7                  |                    | 4                | 8                  | 5                 | 1                      |
| Malta                                                                  | 18   | 0                 | 1                 | 5                    | 0                  | 0                  | 0                       | 0                 | 0                | 0                              | 0                           | 0                              | 0                  | 0                  |                  | 0                  | 0                 | 0                      |
| Noruega                                                                | 123  | 5                 | 6                 | 12                   | 3                  | 5                  | 8                       | 12                | 2                | 5                              | 10                          | 3                              | 8                  | 7                  | 10               |                    | 8                 | 7                      |
| España                                                                 | 146  | 8                 | 12                | 4                    | 7                  | 12                 | 12                      | 8                 | 8                | 6                              | 8                           | 12                             | 5                  | 10                 | 6                | 6                  |                   | 10                     |
| Bielorrusia                                                            | 149  | 7                 | 8                 | 6                    | 10                 | 10                 | 10                      | 6                 | 12               | 7                              | 4                           | 8                              | 12                 | 5                  | 12               | 10                 | 10                |                        |
| Todos los participantes reciben 12 puntos al inicio de las votaciones. |      |                   |                   |                      |                    |                    |                         |                   |                  |                                |                             |                                |                    |                    |                  |                    |                   |                        |

#### Máximas puntuaciones
Al final de la noche en el recuento de los doces, fueron otorgados a los siguientes países:
| N. | A            | Desde                                             |
| -- | ------------ | ------------------------------------------------- |
| 4  | España       | Grecia, Rumanía, Reino Unido, Serbia y Montenegro |
| 3  | Bielorrusia  | Rusia, Malta, Letonia                             |
| 2  | Dinamarca    | Noruega, Macedonia (ARY)                          |
| 2  | Grecia       | Croacia, Chipre                                   |
| 2  | Noruega      | Dinamarca, Suecia                                 |
| 1  | Bélgica      | Países Bajos                                      |
| 1  | Países Bajos | Bélgica                                           |
| 1  | Rumania      | España                                            |
| 1  | Rusia        | Bielorrusia                                       |